# Tschechische Badminton-Mannschaftsmeisterschaft 2010
Die Tschechische Badminton-Mannschaftsmeisterschaft der Saison 2009/2010 gewann das Team von Sokol Veselý Brno Jehnice.

## Vorrunde
| Platz | Mannschaft                           | Spiele | Siege | Remis | Niederlagen | Spielverh. | Punkte |
| ----- | ------------------------------------ | ------ | ----- | ----- | ----------- | ---------- | ------ |
| 1.    | Sokol Brno Jehnice                   | 7      | 7     | 0     | 0           | 49-7       | 21     |
| 2.    | BK 1973 Deltacar Benátky nad Jizerou | 7      | 6     | 0     | 1           | 44-12      | 19     |
| 3.    | Sokol Dobruška                       | 7      | 5     | 0     | 2           | 35-21      | 17     |
| 4.    | Sokol Radotín Meteor OTEC A          | 7      | 4     | 0     | 3           | 29-27      | 15     |
| 5.    | TJ Astra ZM Praha                    | 7      | 2     | 1     | 4           | 19-37      | 12     |
| 6.    | Sokol Radotín Meteor OTEC B          | 7      | 1     | 1     | 5           | 15-41      | 10     |
| 7.    | TJ Chemička Ústí nad Labem           | 7      | 1     | 0     | 6           | 18-38      | 9      |
| 8.    | SK Prosek Praha                      | 7      | 1     | 0     | 6           | 15-41      | 9      |

## Play-off-Endstand
| Platz | Mannschaft                   |
| ----- | ---------------------------- |
| 1.    | Sokol Veselý Brno Jehnice    |
| 2.    | Deltacar Benátky nad Jizerou |
| 3.    | Sokol Dobruška               |
| 4.    | Sokol Radotín Meteor OTEC A  |
| 5.    | Astra ZM Praha               |
| 6.    | Sokol Radotín Meteor OTEC B  |
| 7.    | Chemička Ústí nad Labem      |
| 8.    | SK Prosek Praha              |